# Clarias
Genre
Clarias est un genre de poissons-chats de la famille des Clariidae et de l'ordre des Siluriformes.
Le genre Clarias regroupe un certain nombre d'espèces de poissons d'eau douce. Le genre Clarias se caractérise notamment par un corps plus ou moins allongé, une tête aplatie et la présence d'une seule nageoire dorsale, s'étendant jusqu'à la nageoire caudale. La nageoire adipeuse est donc absente (à l'exception d'une espèce, possédant une nageoire adipeuse réduite). Les nageoires paires ne sont pas confluentes. Les yeux, à bord libre, sont très petits. Le genre Clarias a été divisé en 6 sous-genres. Il a été décrit par Scopoli en 1777.

## Liste des espèces
Selon FishBase :
- Clarias abbreviatus Valenciennes, 1840
- Clarias agboyiensis Sydenham, 1980

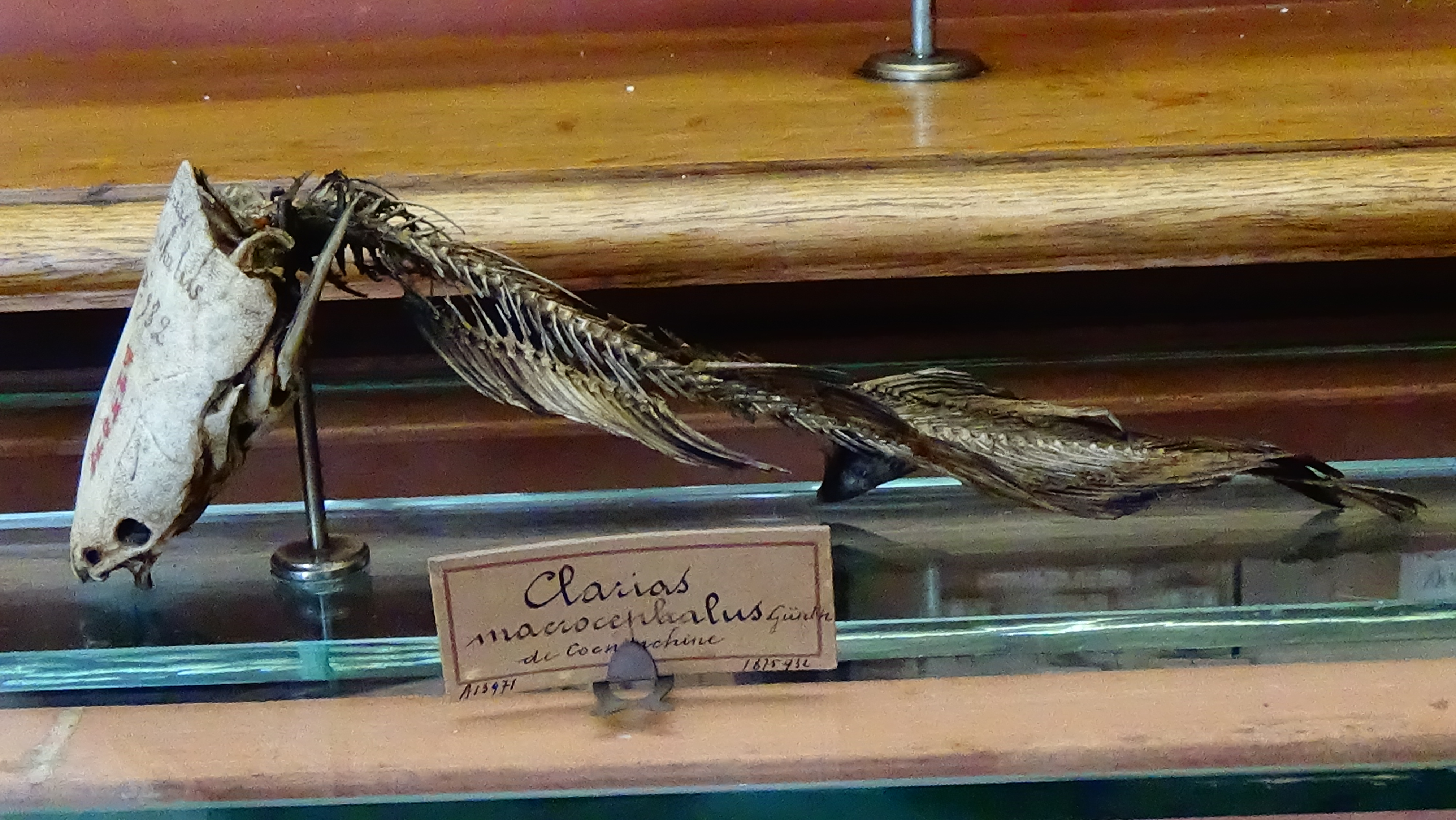
Clarias macrocephalus - squelette MNHN, Paris

- Clarias albopunctatus Nichols & La Monte, 1953
- Clarias alluaudi Boulenger, 1906
- Clarias anfractus Ng, 1999
- Clarias angolensis Steindachner, 1866
- Clarias anguillaris (Linnaeus, 1758)
- Clarias batrachus (Linnaeus, 1758)
- Clarias batu Lim & Ng, 1999
- Clarias brachysoma Günther, 1864
- Clarias buthupogon Sauvage, 1879
- Clarias camerunensis Lönnberg, 1895
- Clarias cataractus (Fowler, 1939)
- Clarias cavernicola Trewavas, 1936
- Clarias dayi Hora, 1936
- Clarias dhonti (Boulenger, 1920)
- Clarias dumerilii Steindachner, 1866
- Clarias dussumieri Valenciennes, 1840
- Clarias ebriensis Pellegrin, 1920
- Clarias engelseni (Johnsen, 1926)
- Clarias fuscus (Lacepède, 1803)
- Clarias gabonensis Günther, 1867
- Clarias gariepinus (Burchell, 1822)
- Clarias gracilentus Ng, Hong & Tu, 2011
- Clarias hilli Fowler, 1936
- Clarias insolitus Ng, 2003
- Clarias intermedius Teugels, Sudarto & Pouyaud, 2001
- Clarias jaensis Boulenger, 1909
- Clarias kapuasensis Sudarto, Teugels & Pouyaud, 2003
- Clarias laeviceps Gill, 1862
- Clarias lamottei Daget & Planquette, 1967
- Clarias leiacanthus Bleeker, 1851
- Clarias liocephalus Boulenger, 1898
- Clarias longior Boulenger, 1907
- Clarias maclareni Trewavas, 1962
- Clarias macrocephalus Günther, 1864
- Clarias macromystax Günther, 1864
- Clarias magur (Hamilton, 1822)
- Clarias meladerma Bleeker, 1846
- Clarias microspilus Ng & Hadiaty, 2011
- Clarias microstomus Ng, 2001
- Clarias nebulosus Deraniyagala, 1958
- Clarias ngamensis Castelnau, 1861
- Clarias nieuhofii Valenciennes, 1840
- Clarias nigricans Ng, 2003
- Clarias nigromarmoratus Poll, 1967
- Clarias olivaceus Fowler, 1904
- Clarias pachynema Boulenger, 1903
- Clarias planiceps Ng, 1999
- Clarias platycephalus Boulenger, 1902
- Clarias pseudoleiacanthus Sudarto, Teugels & Pouyaud, 2003
- Clarias pseudonieuhofii Sudarto, Teugels & Pouyaud, 2004
- Clarias salae Hubrecht, 1881
- Clarias stappersii Boulenger, 1915
- Clarias submarginatus Peters, 1882
- Clarias sulcatus Ng, 2004
- Clarias teijsmanni Bleeker, 1857
- Clarias theodorae Weber, 1897
- Clarias werneri Boulenger, 1906

## Galerie

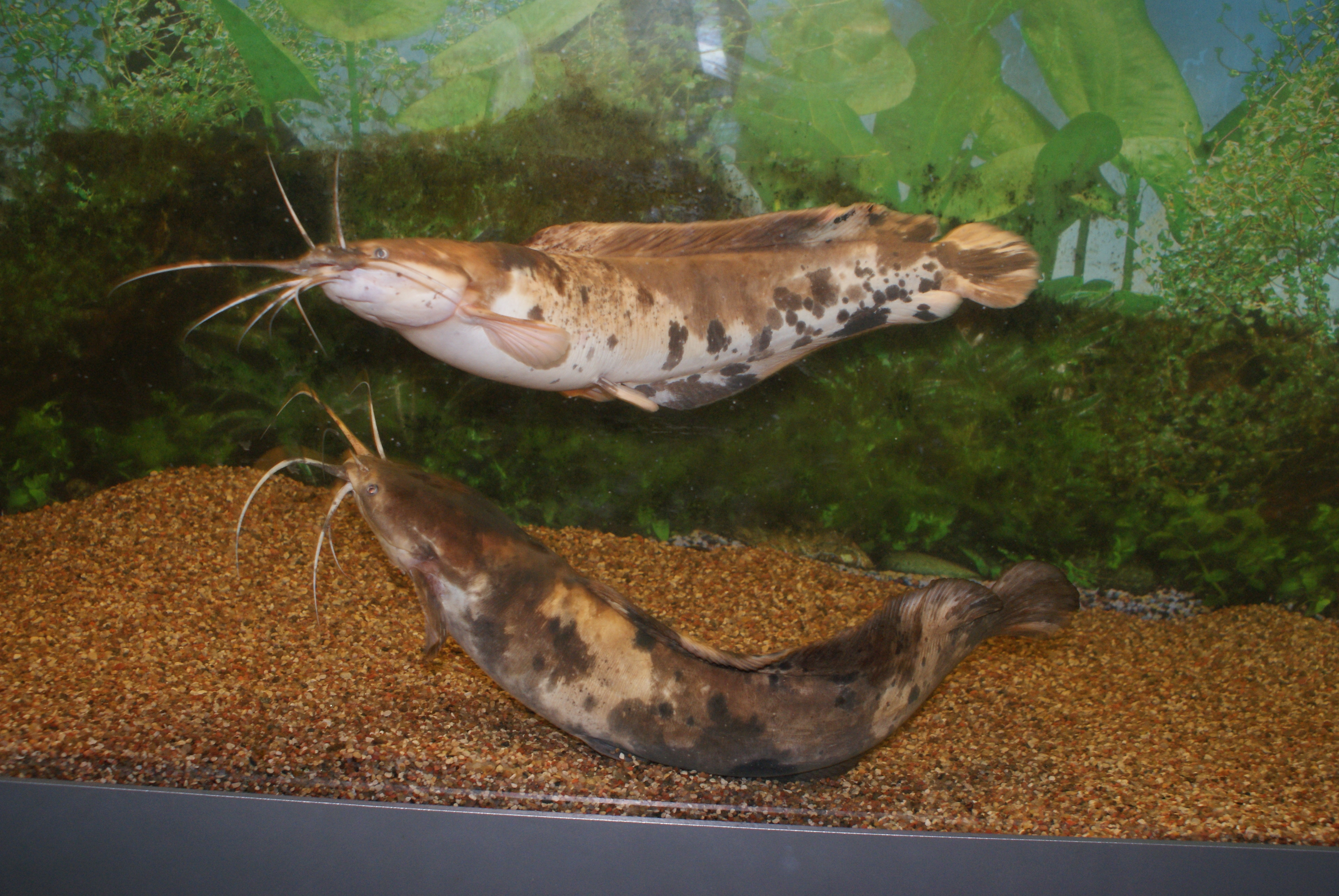
Clarias angolensis
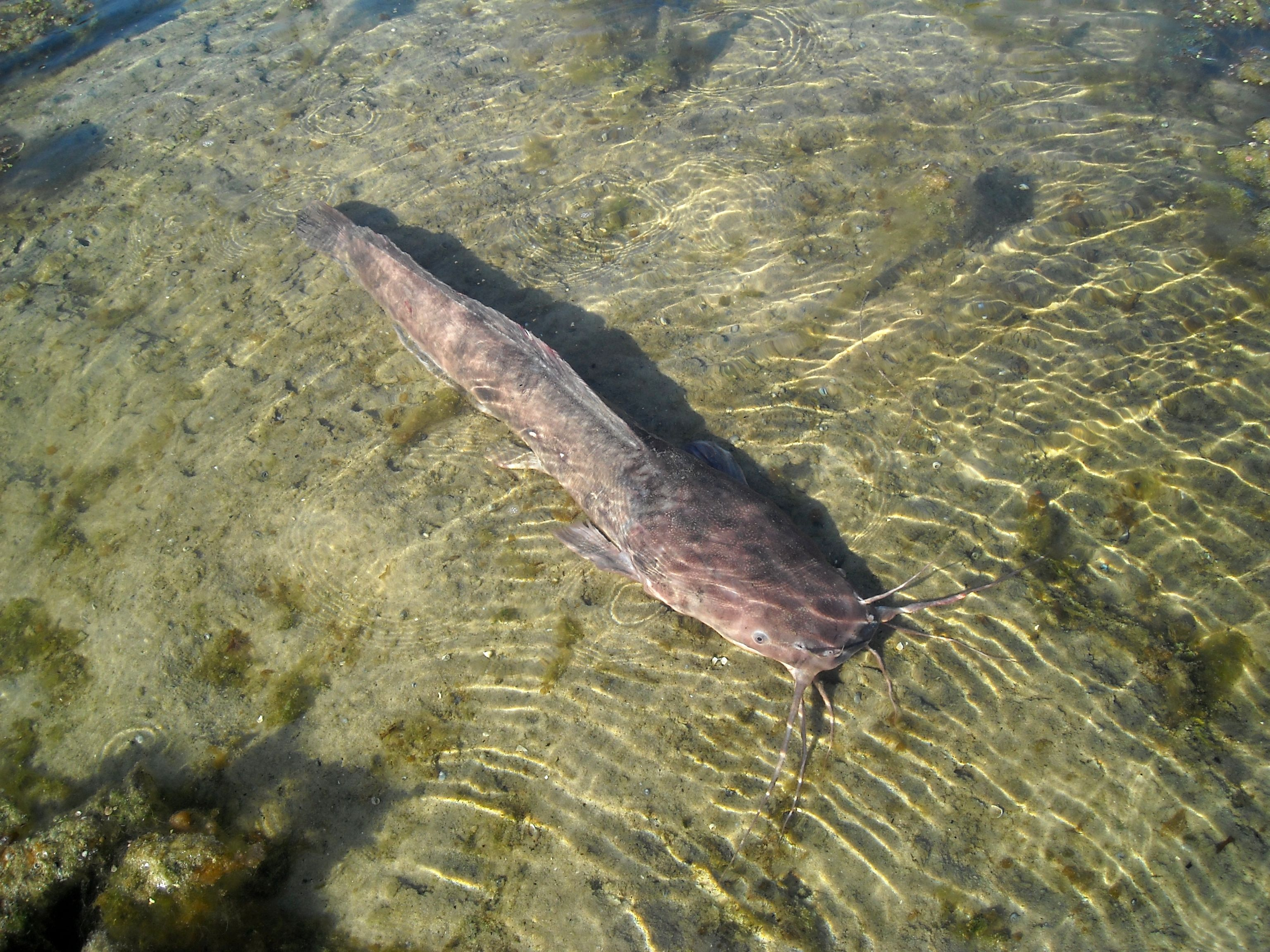
Clarias anguillaris
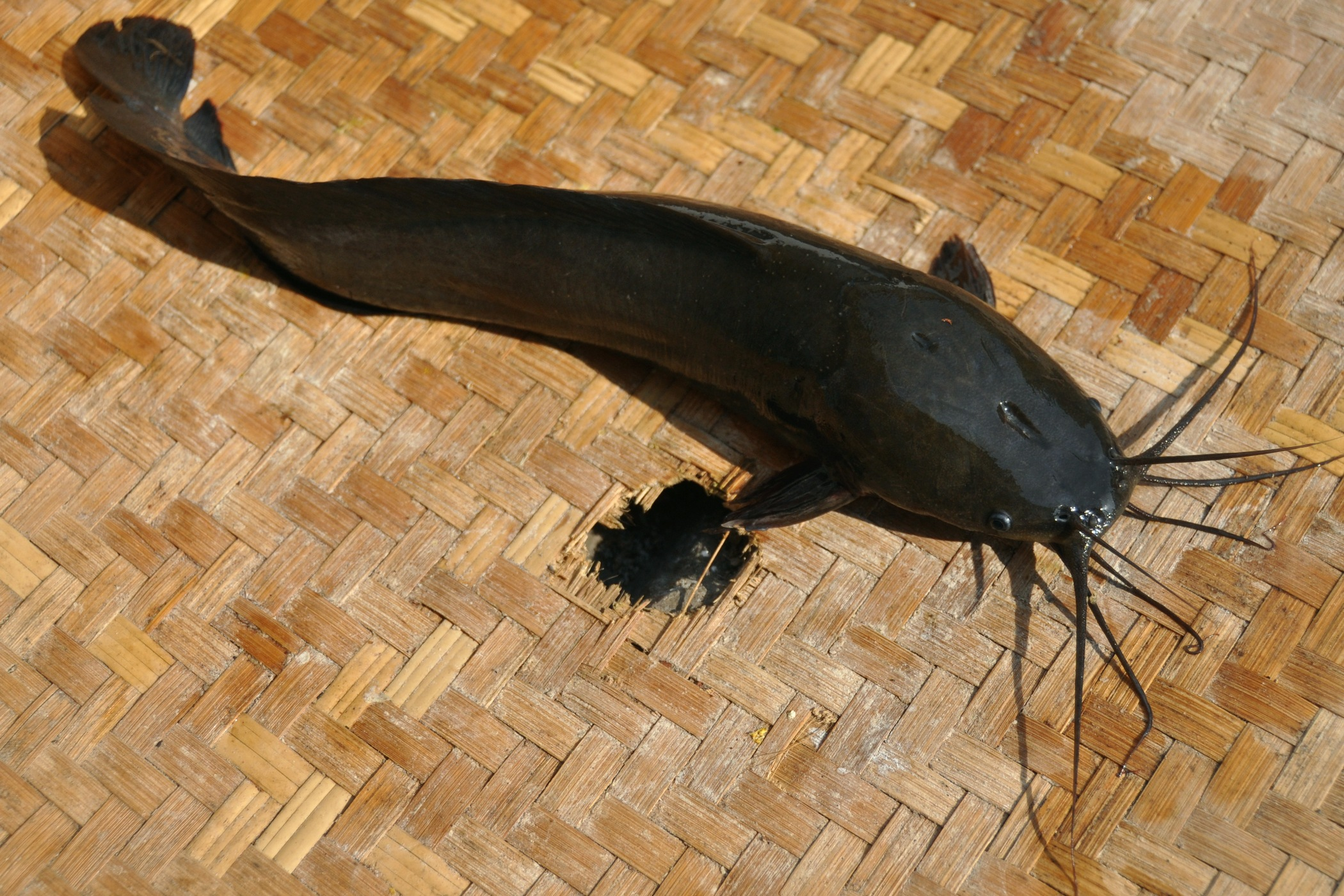
Clarias batrachus
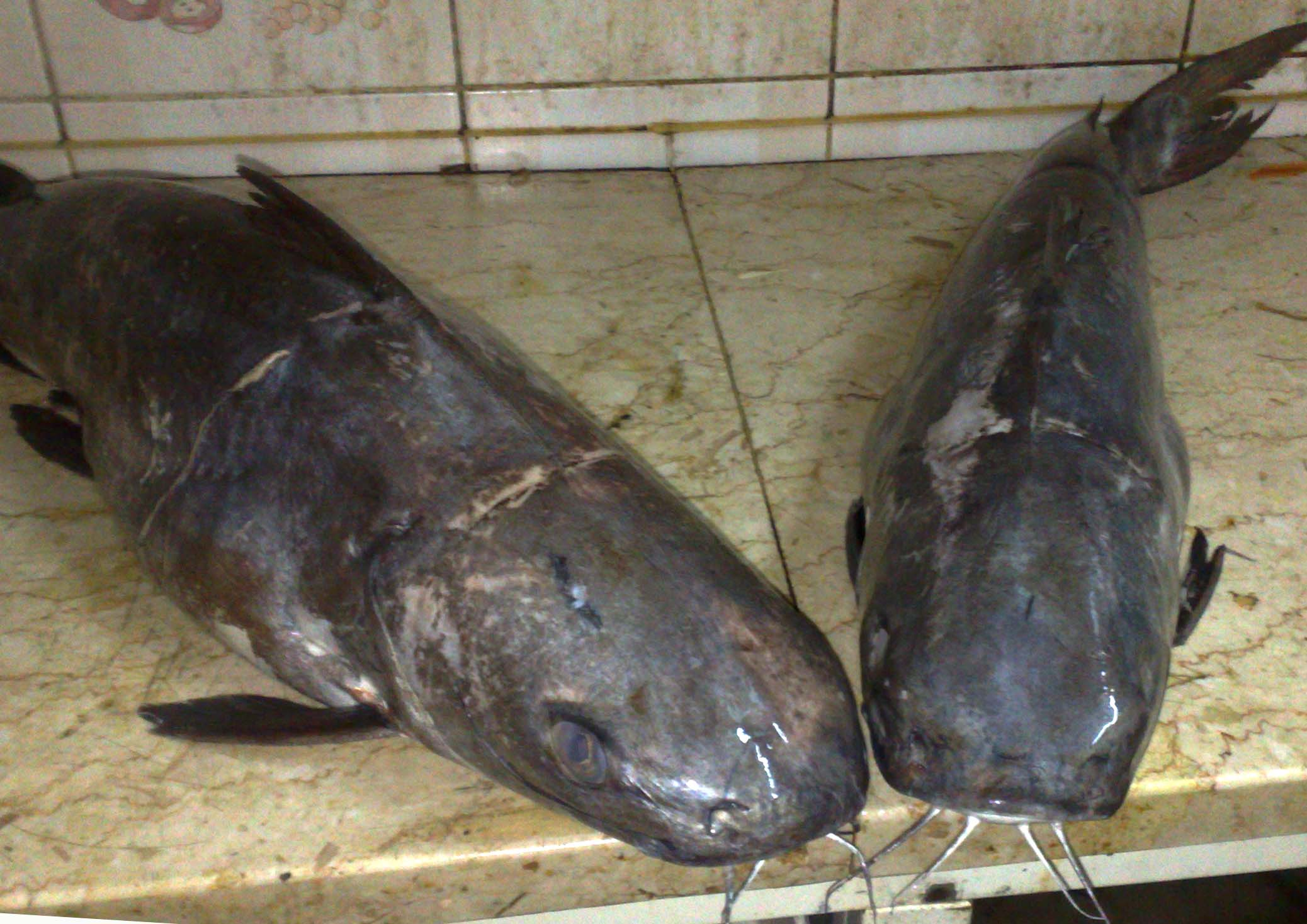
Clarias dayi
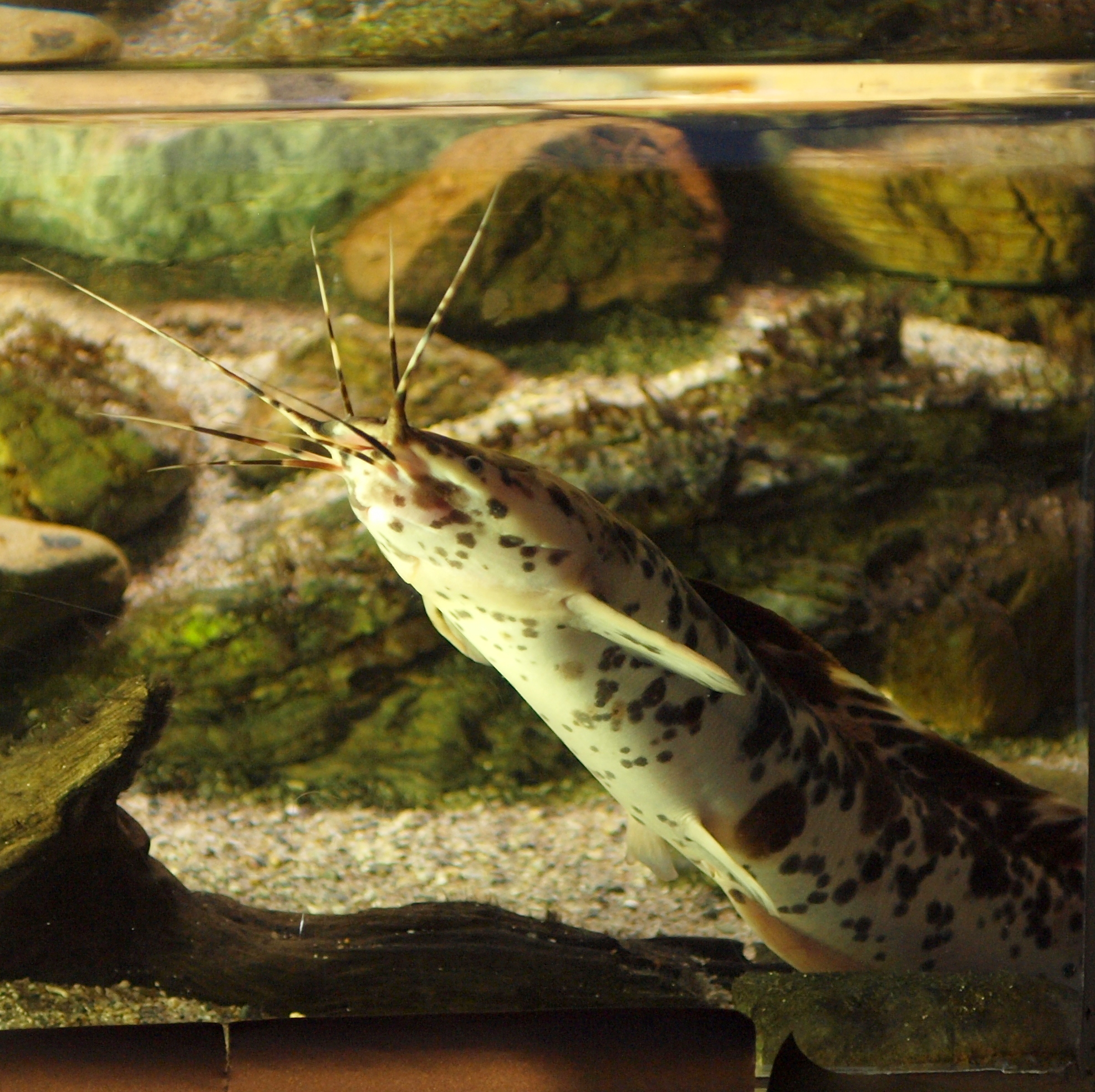
Clarias fuscus
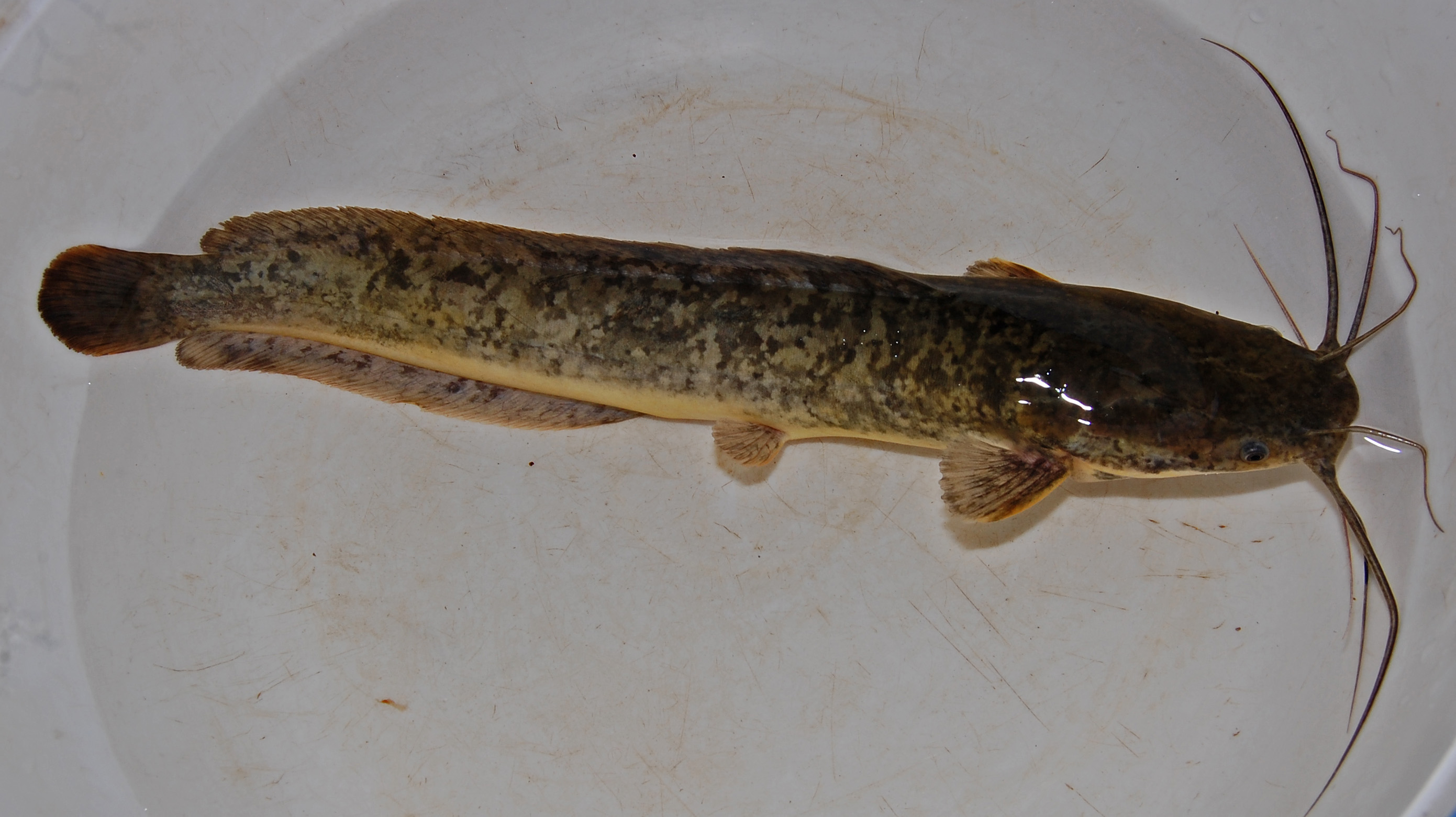
Clarias gariepinus
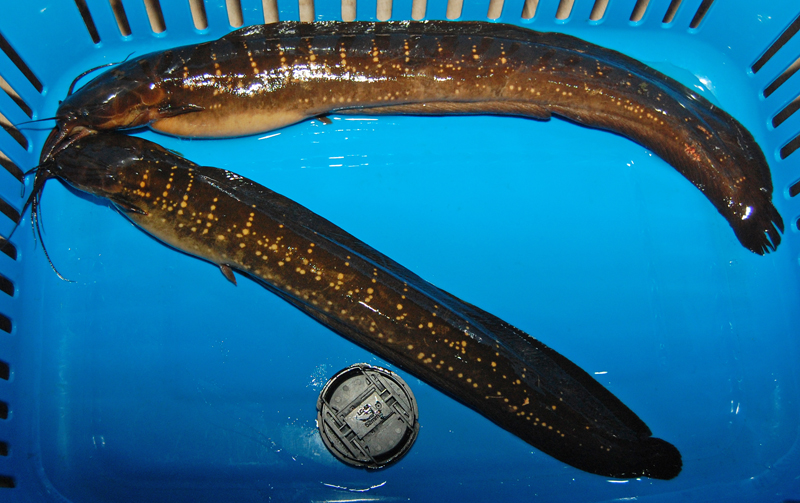
Clarias nieuhofii
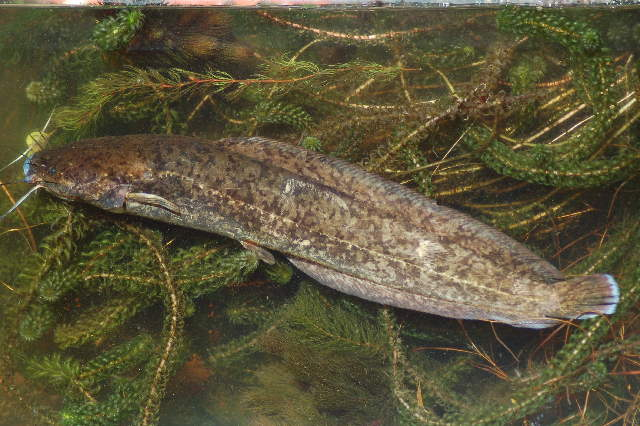
Clarias stappersii